# James Lind
James Lind (4. října 1716 – 13. července 1794) byl skotský lékař. Byl průkopníkem hygieny v Royal Navy a představil hypotézu, že citrusové plody léčí kurděje. Jako lékař britské vojenské lodi Salisbury, která se vracela do Plymouthu po delší plavbě, zahájil 20. května 1747 přímo na palubě první klinickou studii v dějinách.[ujasnit]
Lind obhajoval zdravotní přínosy lepší ventilace na palubách námořních lodí a propagoval větší čistotu námořníků, oblečení a ložního prádla, stejně jako fumigaci podpalubí sírou a arzenem. Navrhl také, že čerstvou vodu lze získat destilací mořské vody. Jeho práce rozšířila praxi preventivní medicíny a zlepšila výživu.